# San Todaro
San Todaro est un hameau de la commune italienne de Mammola, dans la province de Reggio de Calabre.

## Toponymie

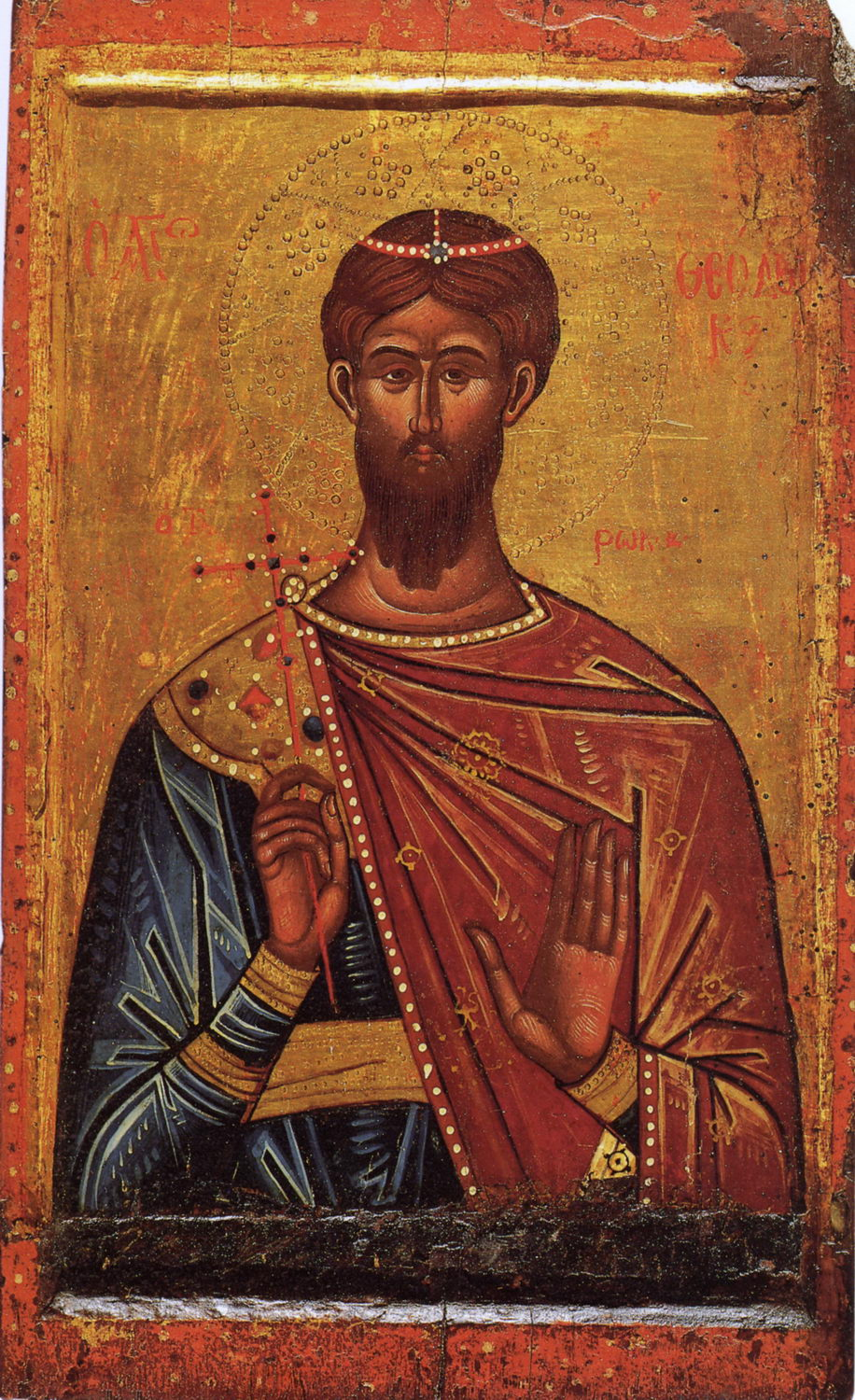
Théodore d'Amasée.

San Todaro se réfère à San Teodoro di Amasea (Saint Théodore d'Amasée, Théodore Tiron), mégalomartyr et saint protecteur des militaires et des jeunes recrues.

## Généralités
San Todaro se situe à 4,07 kilomètres de Mammola, chef-lieu de la commune homonyme. Il comptait parmi les dotations au monastère de Saint Nicodème. Il est actuellement le plus vieux hameau documenté de la région.
Des traces d'occupation humaine des lieux sont régulièrement découvertes lors de travaux de terrassements, ce qui laisse supposer la présence d'une communauté plus ancienne encore, probablement délogée par les séismes ou par le temps.